# Švedska monarhija
Švedska monarhija prisutna je u Švedskoj od pamtivijeka.
Prvotno je bila izborna monarhija, a prijestolje je postalo nasljedno tek u 16. stoljeću za vladavine Gustava Vase. To je regulirano pisanim zakonom zvanim Konungabalk (hrv. Kraljevska podjela), koji je bio na snazi od srednjeg vijeka do 1734. godine, kada je Švedska uvela novi zakonik. Taj je zakonik donesen nakon dugogodišnje rasprave i debate među članovima kraljevskih komisija, koje je ustanovio Karlo IX. Švedski s ciljem, da se donese odluka treba li reformirati Konungabalk ili donijeti novi zakonik.
Instrument vlasti 1634., koji je izmijenio nasljedno pravilo regulirao je monarhiju sve do 1719., kada je na snagu stupio prvi pisani ustav, zvan Instrument vlade 1719. Taj ustav je već sljedeće godine zamijenjen s Instrumentom vlade 1720. godine, kojim je vlast monarha značajno umanjena. Ustav iz 1720. zamijenjen je s Instrumentom vlade 1772. godine. Danas su ustav Švedske i monarhija regulirani Instrumentom vlade iz 1974. godine, kojim je zamijenjen Instrument vlade iz 1809. godine.
Zakon o nasljeđivanju iz 1810. je ustanovio nasljednike Karla XIV. Ivana iz (Dinastije Bernadotte) kao nasljednike švedskog prijestolja. Također navodi da monarh i dinastijski članovi vladarske kuće moraju biti protestantski kršćani čiste evangeličke vjere. 
Carl XVI. Gustaf vladao je kao kralj Švedske od 15. rujna 1973. kada je naslijedio svog djeda Gustafa VI. Adolfa. Kralj se 19. lipnja 1976. u Stockholmskoj katedrali oženio za Silviju Sommerlath, ženu njemačko -brazilskog porijekla s kojom ima troje djece i jednu unuku.
S obzirom na to da, je Švedska reprezentativna demokracija u parlamentarnom sustavu temeljenom na narodnoj suverenosti, a što navodi Instrument vlade iz 1974., monarh ima čisto ceremonijalnu ulogu, iako je službeno određen kao državni poglavara te drži najveću državnu funkciju u zemlji, a s njome i najviše vojne i društvene počasti. Monarh i članovi kraljevske obitelji vode niz službenih, ceremonijalnih i reprezentatuvnih funkcija u ime države.